# Wassili Iossifowitsch Stalin

Grabstein Wassili Stalins und seiner letzten Ehefrau auf dem Friedhof Trojekurowo, Moskau

Wassili Iossifowitsch Stalin (georgisch ვასილი იოსების სტალინი, russisch Василий Иосифович Сталин; * 24. März 1921 in Moskau; † 19. März 1962 in Kasan) war ein sowjetischer General und der jüngste Sohn Josef Stalins.

## Leben
Wassili Stalin entstammte der Ehe Josef Stalins mit dessen zweiter Frau Nadeschda Allilujewa. Er wurde mit 10 Jahren Halbwaise, als sich seine Mutter vermutlich erschoss. Im Zweiten Weltkrieg machte er als Hauptmann bei der 23. Jagdfliegergruppe in Moskau Karriere und wurde zu einem erfolgreichen Flugzeugführer. Außer einer Erwähnung über die Verleihung des Rotbannerordens wurde er – wie alle Kinder Stalins – in der Öffentlichkeit kaum erwähnt. 1945–1947 war Wassili auf dem Flugplatz Alt Daber in Wittstock/Dosse als Kommandeur einer sowjetischen Fliegerdivision stationiert. 1948 wurde er als Generalleutnant im Moskauer Militärbezirk zum Befehlshaber der dortigen Luftstreitkräfte befördert und führte seitdem die Luftparaden an nationalen Feiertagen an.
Wassili Stalin wurde von seiner Schwester Swetlana ein ausschweifender Lebenswandel, schlechter Umgang und Alkoholismus nachgesagt. Zudem sei er hochfahrend und unbeherrscht gewesen, nur vom Vater in seiner Position gehalten worden. Im April 1951 wurde er in das Moskauer Komitee der KPdSU gewählt.
Am 1. Mai 1952 ließ er, obwohl es verboten war, eine Fliegerstaffel über den Roten Platz fliegen und wurde von Stalin persönlich als Befehlshaber abgesetzt und auf eine Generalstabsakademie geschickt, die er aber nie besuchte.
In seiner Erschütterung über den Tod des Vaters im folgenden Jahr glaubte Wassili, dass Stalin ermordet worden sei. Er verlor seine Position in der Luftwaffe, wurde am 28. April 1953 verhaftet und zu acht Jahren Kerkerhaft verurteilt, saß in der Folge bis 1960 im Gefangenenlager Wladimirowka in Wladimir ein und befand sich mehrfach in Sanatorien oder Heilanstalten. Nach seiner Rückkehr nach Moskau soll er erneut durch Ausschweifungen und Alkoholismus aufgefallen sein, dann eine Kur im Kaukasus versucht haben und schließlich nach Kasan umgezogen sein, wo er am 19. März 1962 starb.
Wassili Stalin war viermal verheiratet. Seine erste Ehefrau von 1940 bis 1944 war Galina Burdonskaja (1921–1990), mit der er einen Sohn (Alexander Burdonski (1941–2017), Theaterregisseur, Volkskünstler Russlands 1996) und eine Tochter Nadeschda (1943–1999) hatte. Von 1946 bis 1949 war er mit Jekaterina Timoschenko (1923–1988), Tochter des Marschalls Semjon Timoschenko, verheiratet. Aus dieser Ehe gingen eine Tochter Swetlana (1947–1990) und ein Sohn Wassili (1949–1972) hervor. Wassili Stalins dritte Ehefrau war 1949–1953 die Schwimmerin Kapitolina Wassiljewa (1918–2006), mit der er keine gemeinsamen Kinder bekam. Er adoptierte aber deren Tochter Lina (* 1942) aus erster Ehe. Kurz vor seinem Tod heiratete Wassili Stalin 1962 Marija Nusberg (Schewargina, 1930–2002).
Im November 2002 wurde seine Leiche auf den Friedhof Trojekurowo in Moskau umgebettet.